# Joaquín Chapaprieta
Joaquín Chapaprieta y Torregrosa (Torrevieja, 26 de octubre de 1871-Madrid,15 de octubre de 1951) fue un abogado y político español, varias veces ministro y presidente del Consejo de Ministros durante la Segunda República.

## Biografía

### Orígenes y carrera profesional
Nació en la localidad alicantina de Torrevieja el 26 de octubre de 1871.
Era hijo de Vicente Chapaprieta Fortepiani, empresario de orígenes italianos con negocios de importación de maderas. Cursó sus estudios de Bachillerato en el Seminario de Orihuela (Alicante), y los de Derecho en Madrid y Bolonia. Más tarde ejerció en un bufete de gran categoría, como los de Francisco López Puigcerver y Santiago Alba Bonifaz. Su especialidad fueron los temas contencioso-administrativos, en los que se hizo un nombre, gracias a causas que tuvieron gran repercusión, como la derivada de un accidente ferroviario. Asimismo, se especializó en derecho financiero.

### Inicios en la política
Inició su carrera política en el Partido Liberal. En el seno de la formación Chapaprieta perteneció al ala liderada por Santiago Alba, la llamada «Izquierda Liberal». Entre 1901 y 1918 fue varias veces diputado en las Cortes por los distritos electorales de Cieza, Loja, Santa María de Órdenes y Noya; también sería senador del Reino por La Coruña.

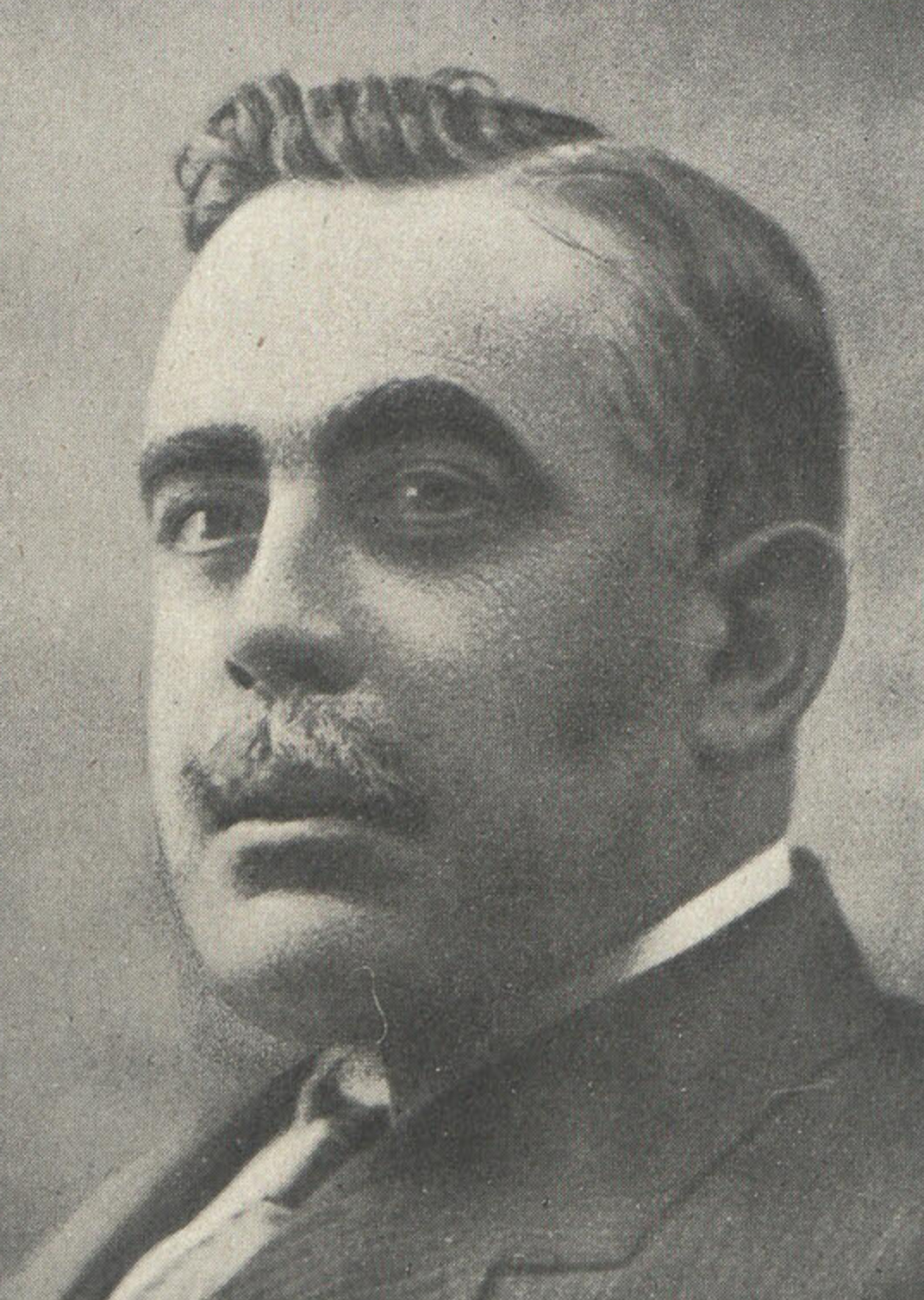
Retrato publicado en 1923

En 1913 fue nombrado director general de Propiedades, ocupando posteriormente los cargos de director general de Administración y subsecretario de Gracia y Justicia. En diciembre de 1922 sería designado ministro de Trabajo, Comercio e Industria en el gabinete de Manuel García Prieto, cargo que ostentaría hasta septiembre de 1923.

### Segunda República
Tras la proclamación de la Segunda República, en mayo de 1931 ingresó en la Derecha Liberal Republicana (DLR), si bien la abandonaría poco después tras los discretos resultados que dicha formación obtuvo en las elecciones de junio de 1931. En los comicios de 1933 obtuvo acta de diputado por Alicante como republicano independiente.
Durante esta época fue propietario del Diario de Alicante, publicación cercana ideológicamente al Partido Radical.
El 6 de mayo de 1935 fue nombrado ministro de Hacienda en el gobierno que presidía Alejandro Lerroux. Debiendo hacer frente a un contexto adverso para la economía española, durante su etapa en el gobierno Chapaprieta intentó sanear la hacienda pública y propuso un plan de ajustes fiscales., conocido como Ley de Restricciones. Esta ley recibió el apoyo de Gil Robles, el líder de la CEDA, quien afirmó que ante dicha iniciativa “los intereses heridos se desataron unánimes, desde posiciones ideológicas muy distintas, en un feroz estallido de incomprensible egoísmo”, fingiendo ignorar que “el Gobierno, a la vez que cercenaba intolerables abusos, se hallaba dispuesto  a gastar en tres años nada menos que cinco mil millones de pesetas en obras extraordinarias de primer establecimiento, lo que aumentaría la potencialidad económica de España, fomentaría la circulación de la riqueza y reduciría, hasta casi hacerlo desaparecer, el paro obrero involuntario”.   En el proyecto de Presupuesto de 1936 proponía, entre otras cosas, una revisión de las numerosas exenciones fiscales existentes y una mejora de la recaudación de tributos —para lo cual proponía el establecimiento de una fiscalidad progresiva en diversos ámbitos—. No obstante, de su programa fiscal solo salieron adelante el proyecto que modificaba la contribución general sobre la renta y una ley que restringía el gasto público.
El 25 de septiembre cayó el gobierno Lerroux, por lo que Chapaprieta pasó a ocupar también la presidencia del Consejo de Ministros con el apoyo de la CEDA y los agrarios. El nuevo jefe de gobierno remodeló el gabinete y redujo las carteras ministeriales de trece a nueve. Unas semanas después, el 29 de octubre, los ministros pertenecientes al Partido Radical se vieron obligados a dimitir a consecuencia del escándalo de corrupción conocido como «Estraperlo». Chapaprieta remodeló entonces su gabinete sin miembros del partido de Lerroux y, a pesar de las dificultades, persistió en tratar de llevar a buen puerto su plan de reformas: para entonces había logrado reducir el déficit de las cuentas públicas de un 5 % a un 4 %. Sin embargo, aislado políticamente y con la CEDA bloqueando sus reformas fiscales, terminaría dimitiendo el 9 de diciembre.
Su dimisión no significó su salida del Consejo de Ministros, pues formaría parte del siguiente gabinete —presidido por Manuel Portela Valladares— y retuvo la cartera de Hacienda. Chapaprieta intentó forjar una coalición de centro-derecha que permitiera dar viabilidad política y parlamentaria al gobierno, si bien esta empresa terminaría chocando con la posición de Portela Valladares; el 30 de diciembre, tras una conflictiva reunión del gabinete, Chapaprieta y otros ministros salieron del mismo.

### Vida posterior
No volvería a desempeñar ningún cargo político de relevancia. Participó en las elecciones de febrero de 1936 bajo las siglas del Partido Republicano Independiente de Alicante, y obtuvo acta de diputado, pero tras el estallido de la Guerra Civil se retiró de la política. Falleció en Madrid en 1951.

## Obras
- —— (1920). Voto particular y discurso pronunciado por D. Joaquín Chapaprieta sobre la totalidad del Presupuesto para 1920-1921, Madrid.
- —— (1923). Proyecto de Ley sobre Fomento de la Edificación, Madrid.
- —— (1924). Proyecto de Ley de Oficinas de colocación y seguro contra el paro forzoso y Proyecto de Ley para estimular la creación de Cotos Sociales de Previsión, Madrid.
- —— (1924). Proyecto de Ley del régimen de la tierra, Madrid.
- —— (1971). La paz fue posible. Memorias de un político,[n. 3] Barcelona, Ariel.